# Otto Eichrodt

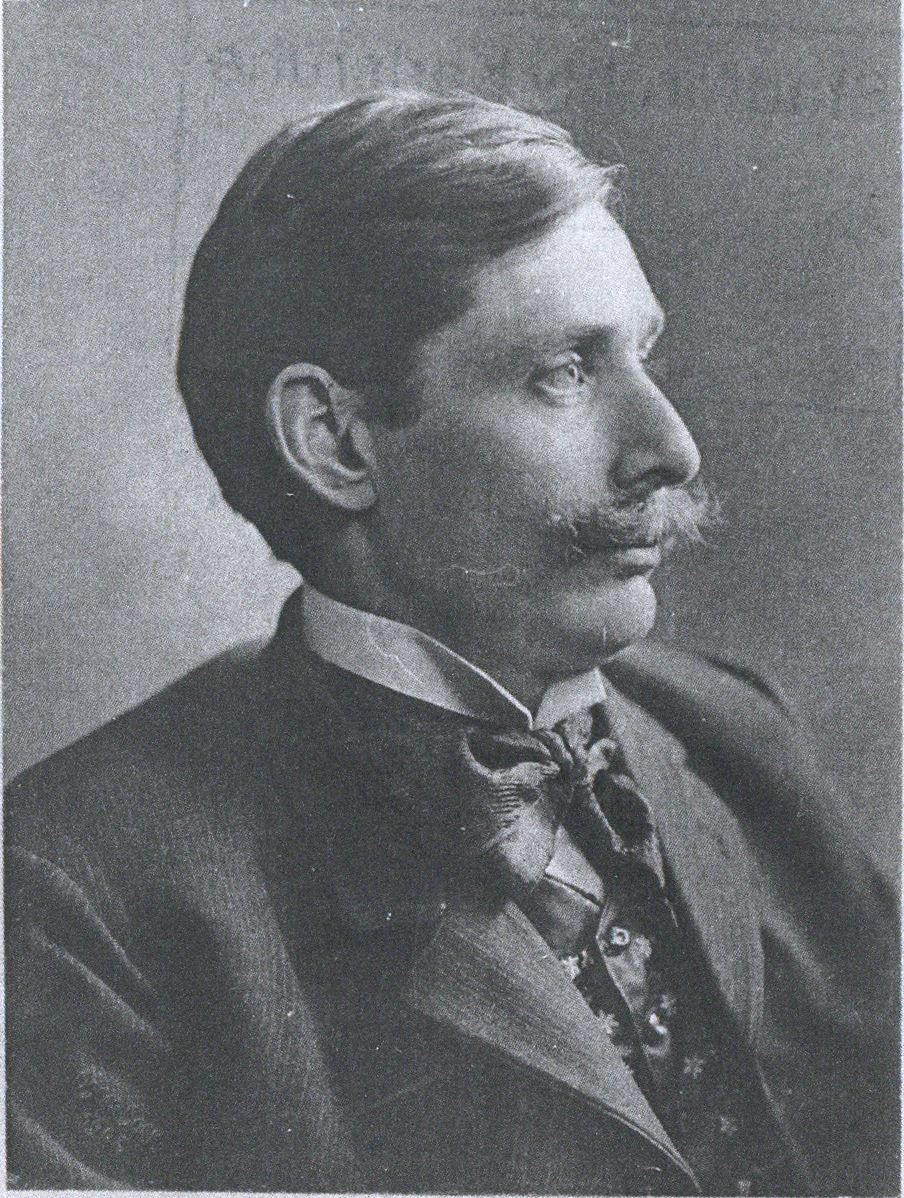
Otto Eichrodt um 1900

Otto Eichrodt (* 25. Juni 1867 in Freiburg im Breisgau; † 15. Januar 1944 in Karlsruhe) war ein deutscher Maler, Grafiker, Illustrator, Dichter und Komponist.

## Familie
Eichrodt war der ältere Bruder von Hellmut Eichrodt. Ihr Vater Julius Eichrodt (1826–1893), langjähriger Gefängnisdirektor in Bruchsal, war ein Sohn des kurzzeitigen badischen Innenministers Ludwig Friedrich Eichrodt und Bruder des Schriftstellers Ludwig Eichrodt. Ihre Mutter Julie (1838–1919) war eine Tochter des preußischen Regierungspräsidenten der Hohenzollernschen Lande Anton von Sallwürk und Schwester des Pädagogen Ernst von Sallwürk. Der Maler und Grafiker Sigmund von Sallwürk war ihr Vetter.

## Leben
Otto Eichrodt studierte von 1888 bis 1901 an der Karlsruher Kunstakademie und anschließend in München und Paris. Er wohnte und arbeitete zusammen mit seinem Bruder Hellmut Eichrodt. Otto Eichrodt malte Landschaften, Bildnisse und Stillleben; ferner schuf er Buchillustrationen, Plakate, Werbedrucksachen und ähnliche Produkte. Für Knorr schuf er die Sammelbilderserien Volkslieder (um 1902), Sportbilder und Die fünf Sinne (o. J.), für Stollwerck die Serie Andersen und 5 seiner Märchen. Auch Dr. Thompson’s Seifenpulver wurde unter anderem mit Gebrauchsgrafiken von Otto Eichrodt beworben. Auf einer Bildpostkartenserie, die er für dieses Produkt entwarf, stand der weiße Schwan im Vordergrund, der zum Signet der Marke wurde. Eichrodt, der einen Buckel und einen Klumpfuß hatte, karikierte sich auch häufig selbst.
Besonders für Festlichkeiten des Karlsruher Künstlervereins schrieb er auch Pantomimen und Volksstücke mit Gesang und Tanz. In die NSDAP trat er mit der Begründung, er sei „Zuchthäusler“, nicht ein. Dies bezog sich auf den Beruf seines Vaters.

Otto Eichrodt wurde vom Bildhauer Hermann Binz (1876–1946) als Wasserspeier in Gestalt eines Fauns am Karlsruher Stephanienbrunnen porträtiert.

Werke (Auswahl)
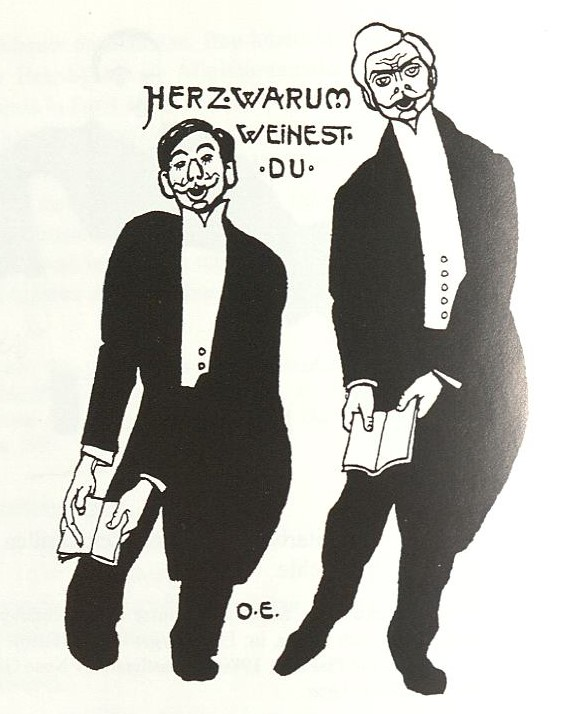
Selbstkarikatur mit seinem jüngeren Bruder Hellmut (rechts)
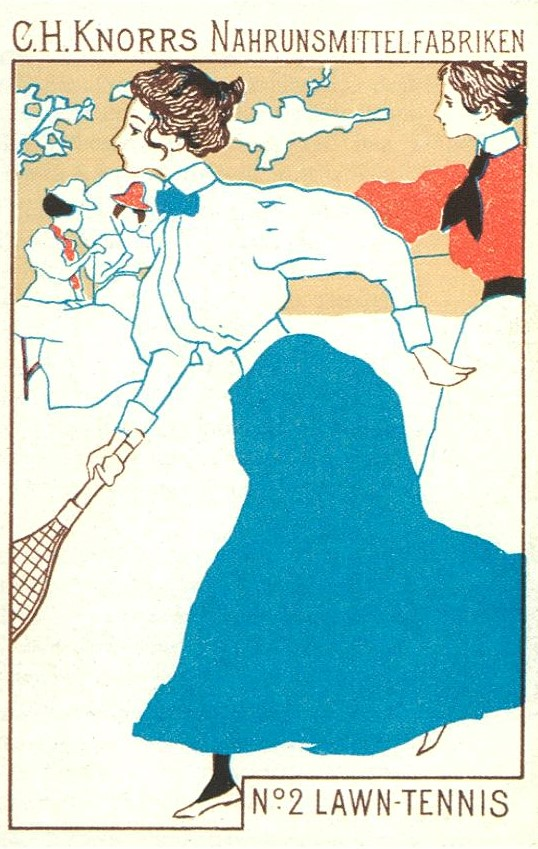
Lawn Tennis (Werbepostkarte für C. H. Knorrs Nahrungsmittelfabriken)
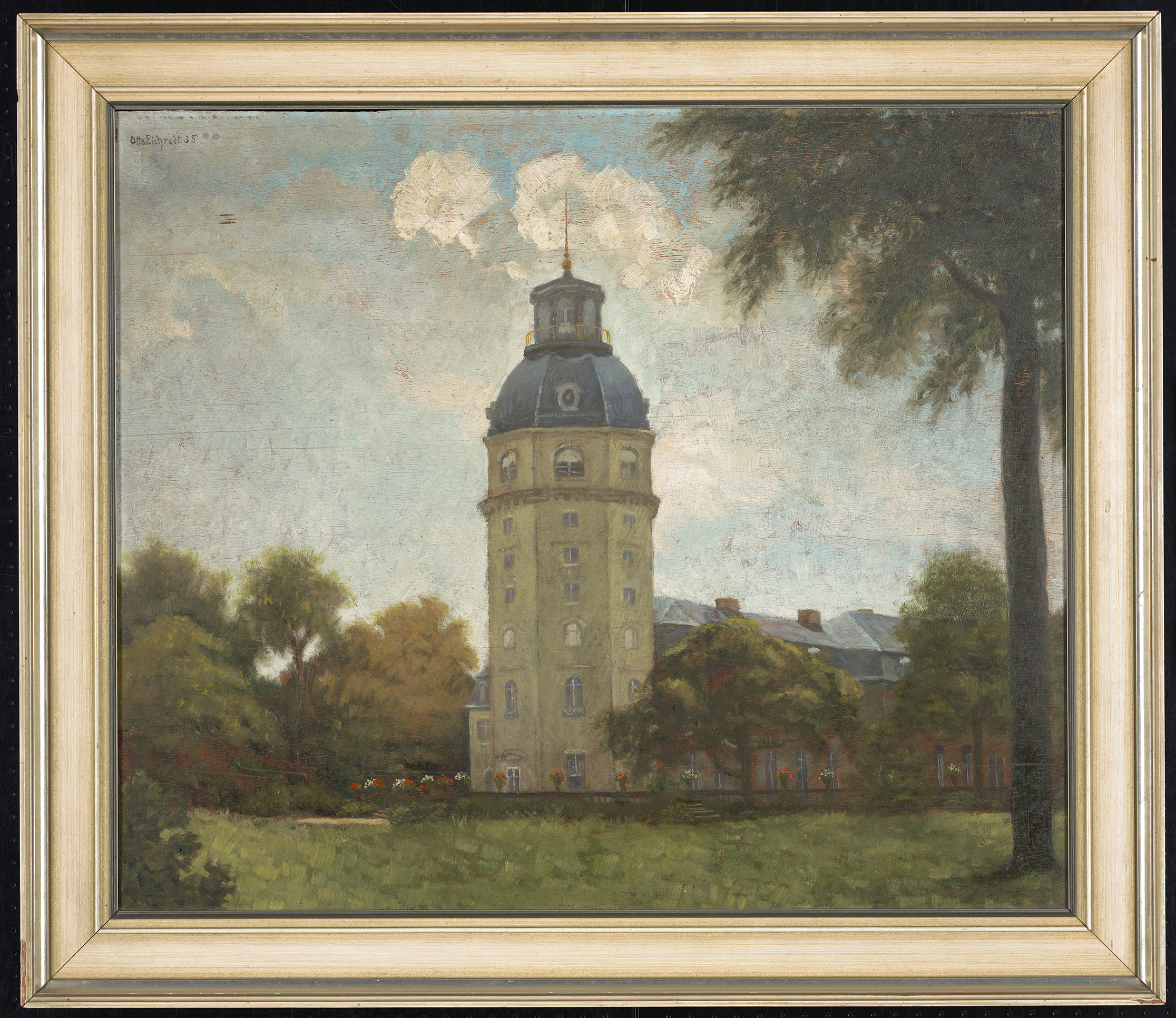
Turm des Karlsruher Schlosses (1935)
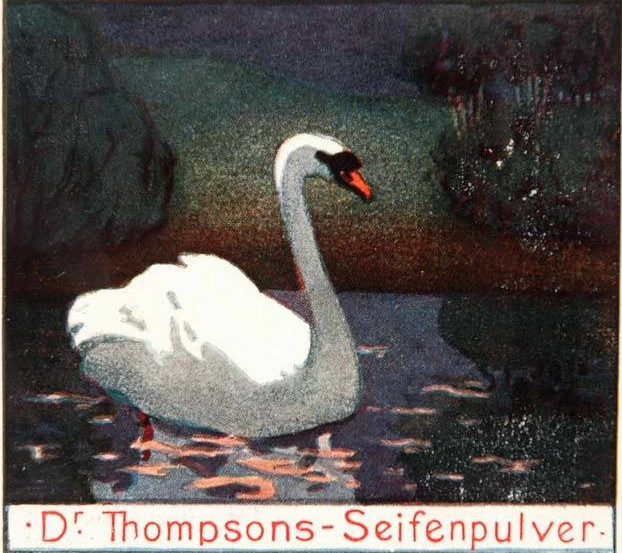
Werbemarke für Dr. Thompsons Seifenpulver (ca. 1900)
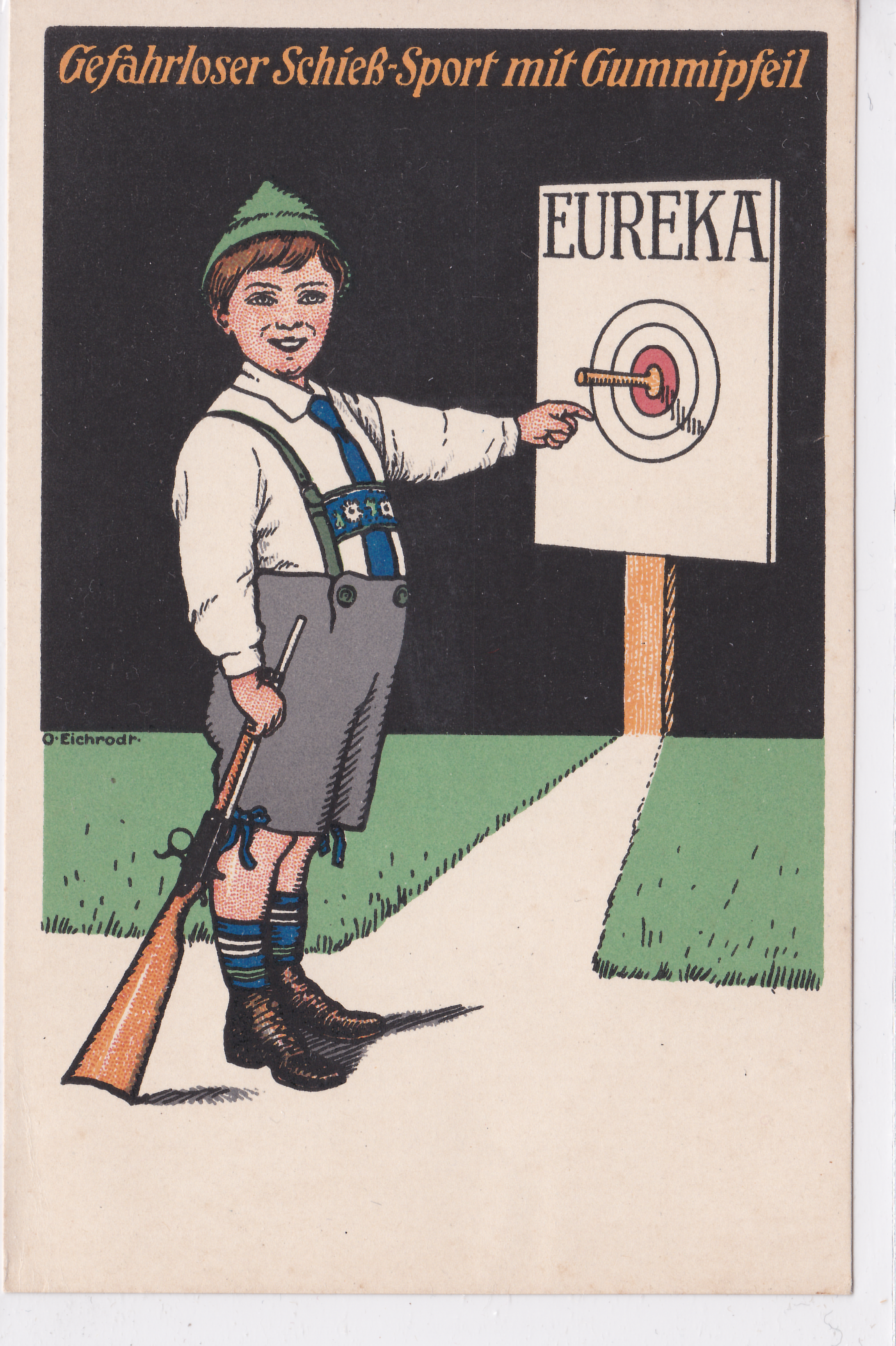
Werbekarte für „Eureka-Gewehre und Pistolen“ von "DIANA Mayer & Grammelspacher", Rastatt